# Mont-sur-Monnet
Pour les articles homonymes, voir Mont.
Mont-sur-Monnet est une commune française située dans le département du Jura, dans la région culturelle et historique de Franche-Comté et la région administrative Bourgogne-Franche-Comté. 
Elle fait partie de la Communauté de communes Champagnole Porte du Haut-Jura.

## Géographie
La commune de Mont-sur-Monnet est la plus étendue de la Communauté de communes Champagnole Porte du Haut-Jura et la seconde en superficie du département du Jura. Située sur le second plateau au-dessus de Champagnole elle possède de nombreux massifs forestiers: le Chanet, la Grosse Haie, la Farouille, le Petit Chanet, Bois du Faÿs. Le plateau calcaire est creusé de nombreux lapiaz, et autres lazines. Une ancienne rivière souterraine a laissé une grotte creusée au flanc de la reculée de Balerne ; son accès est dangereux et son exploration nécessite un équipement spéléologique et un accompagnement averti. Au creux de cette reculée de Balerne subsistent les vestiges de l'ancienne abbaye cistercienne.

### Climat
Pour des articles plus généraux, voir Climat de la Bourgogne-Franche-Comté et Climat du département du Jura.
En 2010, le climat de la commune est de type climat de montagne, selon une étude du Centre national de la recherche scientifique s'appuyant sur une série de données couvrant la période 1971-2000. En 2020, Météo-France publie une typologie des climats de la France métropolitaine dans laquelle la commune est dans une zone de transition entre le climat semi-continental et le climat de montagne et est dans la région climatique  Jura, caractérisée par une forte pluviométrie en toutes saisons (1 000 à 1 500 mm/an), des hivers rigoureux et un ensoleillement médiocre. 
Pour la période 1971-2000, la température annuelle moyenne est de 8,7 °C, avec une amplitude thermique annuelle de 16,7 °C. Le cumul annuel moyen de précipitations est de 1 649 mm, avec 13,9 jours de précipitations en janvier et 10,1 jours en juillet. Pour la période 1991-2020, la température moyenne annuelle observée sur la station météorologique de Météo-France la plus proche, « Champagnole », sur la commune de Champagnole à 7 km à vol d'oiseau, est de 9,4 °C et le cumul annuel moyen de précipitations est de 1 573,2 mm. 
La température maximale relevée sur cette station est de 37,5 °C, atteinte le 24 juillet 2019 ; la température minimale est de −23,5 °C, atteinte le 24 décembre 2001,,. 
Les paramètres climatiques de la commune ont été estimés pour le milieu du siècle (2041-2070) selon différents scénarios d'émission de gaz à effet de serre à partir des nouvelles projections climatiques de référence DRIAS-2020. Ils sont consultables sur un site dédié publié par Météo-France en novembre 2022.

## Urbanisme

### Typologie
Au 1er janvier 2024, Mont-sur-Monnet est catégorisée commune rurale à habitat dispersé, selon la nouvelle grille communale de densité à sept niveaux définie par l'Insee en 2022.
Elle est située hors unité urbaine. Par ailleurs la commune fait partie de l'aire d'attraction de Champagnole, dont elle est une commune de la couronne,. Cette aire, qui regroupe 43 communes, est catégorisée dans les aires de moins de 50 000 habitants,.

### Occupation des sols
L'occupation des sols de la commune, telle qu'elle ressort de la base de données européenne d’occupation biophysique des sols Corine Land Cover (CLC), est marquée par l'importance des forêts et milieux semi-naturels (64,2 % en 2018), une proportion identique à celle de 1990 (64,2 %). La répartition détaillée en 2018 est la suivante : 
forêts (64,2 %), terres arables (22,6 %), prairies (5,9 %), zones agricoles hétérogènes (5,9 %), zones urbanisées (1,4 %). L'évolution de l’occupation des sols de la commune et de ses infrastructures peut être observée sur les différentes représentations cartographiques du territoire : la carte de Cassini (XVIIIe siècle), la carte d'état-major (1820-1866) et les cartes ou photos aériennes de l'IGN pour la période actuelle (1950 à aujourd'hui).

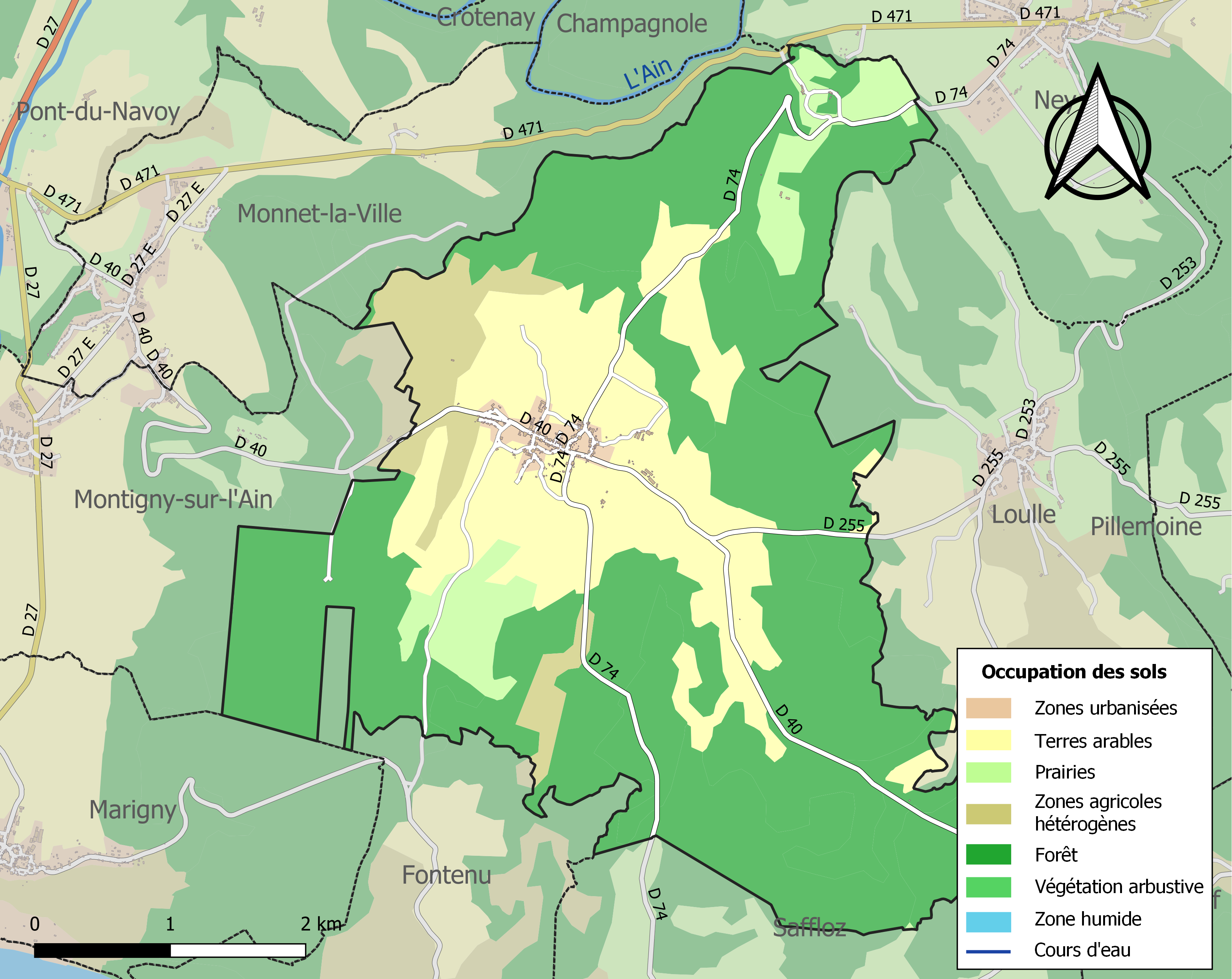
Carte des infrastructures et de l'occupation des sols de la commune en 2018 (CLC).

## Économie
Sur la rivière de la Balerne en aval de la R.D.74, se trouve un élevage de truites. Mont-sur-Monnet conserve sur 4 exploitations une importante activité agricole d'élevage de vaches Montbéliardes dont le lait procure le fromage de Comté.

## Politique et administration
| Période        | Période        | Identité         | Étiquette | Qualité         |
| -------------- | -------------- | ---------------- | --------- | --------------- |
| avant 1988     | ?              | Christiane Liboz |           |                 |
| mars 2001      | septembre 2005 | Claude Jacquenot | DVD       |                 |
| septembre 2005 | mars 2008      | Andrée Letoublon |           |                 |
| mars 2008      | mars 2014      | Gérard Mauborgne | MoDem     |                 |
| mars 2014      | octobre 2017   | André Lemaire    | DVD       | Cadre supérieur |
| octobre 2017   | En cours       | Sandrine Bonin   | DVD       |                 |

## Démographie
L'évolution du nombre d'habitants est connue à travers les recensements de la population effectués dans la commune depuis 1793. Pour les communes de moins de 10 000 habitants, une enquête de recensement portant sur toute la population est réalisée tous les cinq ans, les populations de référence des années intermédiaires étant quant à elles estimées par interpolation ou extrapolation. Pour la commune, le premier recensement exhaustif entrant dans le cadre du nouveau dispositif a été réalisé en 2006.

En 2022, la commune comptait 203 habitants, en évolution de −18,15 % par rapport à 2016 (Jura : −0,81 %, France hors Mayotte : +2,11 %).
| 1793 | 1800 | 1806 | 1821 | 1831 | 1836 | 1841 | 1846 | 1851 |
| ---- | ---- | ---- | ---- | ---- | ---- | ---- | ---- | ---- |
| 555  | 430  | 541  | 488  | 542  | 487  | 489  | 510  | 525  |

| 1856 | 1861 | 1866 | 1872 | 1876 | 1881 | 1886 | 1891 | 1896 |
| ---- | ---- | ---- | ---- | ---- | ---- | ---- | ---- | ---- |
| 494  | 493  | 478  | 454  | 426  | 431  | 426  | 346  | 330  |

| 1901 | 1906 | 1911 | 1921 | 1926 | 1931 | 1936 | 1946 | 1954 |
| ---- | ---- | ---- | ---- | ---- | ---- | ---- | ---- | ---- |
| 314  | 310  | 291  | 272  | 259  | 263  | 265  | 236  | 222  |

| 1962 | 1968 | 1975 | 1982 | 1990 | 1999 | 2006 | 2011 | 2016 |
| ---- | ---- | ---- | ---- | ---- | ---- | ---- | ---- | ---- |
| 196  | 177  | 213  | 194  | 177  | 173  | 186  | 230  | 248  |

| 2021 | 2022 | - | - | - | - | - | - | - |
| ---- | ---- | - | - | - | - | - | - | - |
| 217  | 203  | - | - | - | - | - | - | - |

## Lieux et monuments
- L' église "Notre Dame", début du XIXe siècle, présente d'intéressantes peintures marouflées par l'abbé Mourot (fête paroissiale le 15 août).
- La reculée de Balerne avec les vestiges de l'abbaye de Balerne fondée au XIe siècle. Incendiée au milieu du XVIIIe siècle, il ne subsiste que des bâtiments de cette dernière période (aile d'un corps abbatial, ferme, vestiges d'installations hydrauliques, petit pont de pierre).

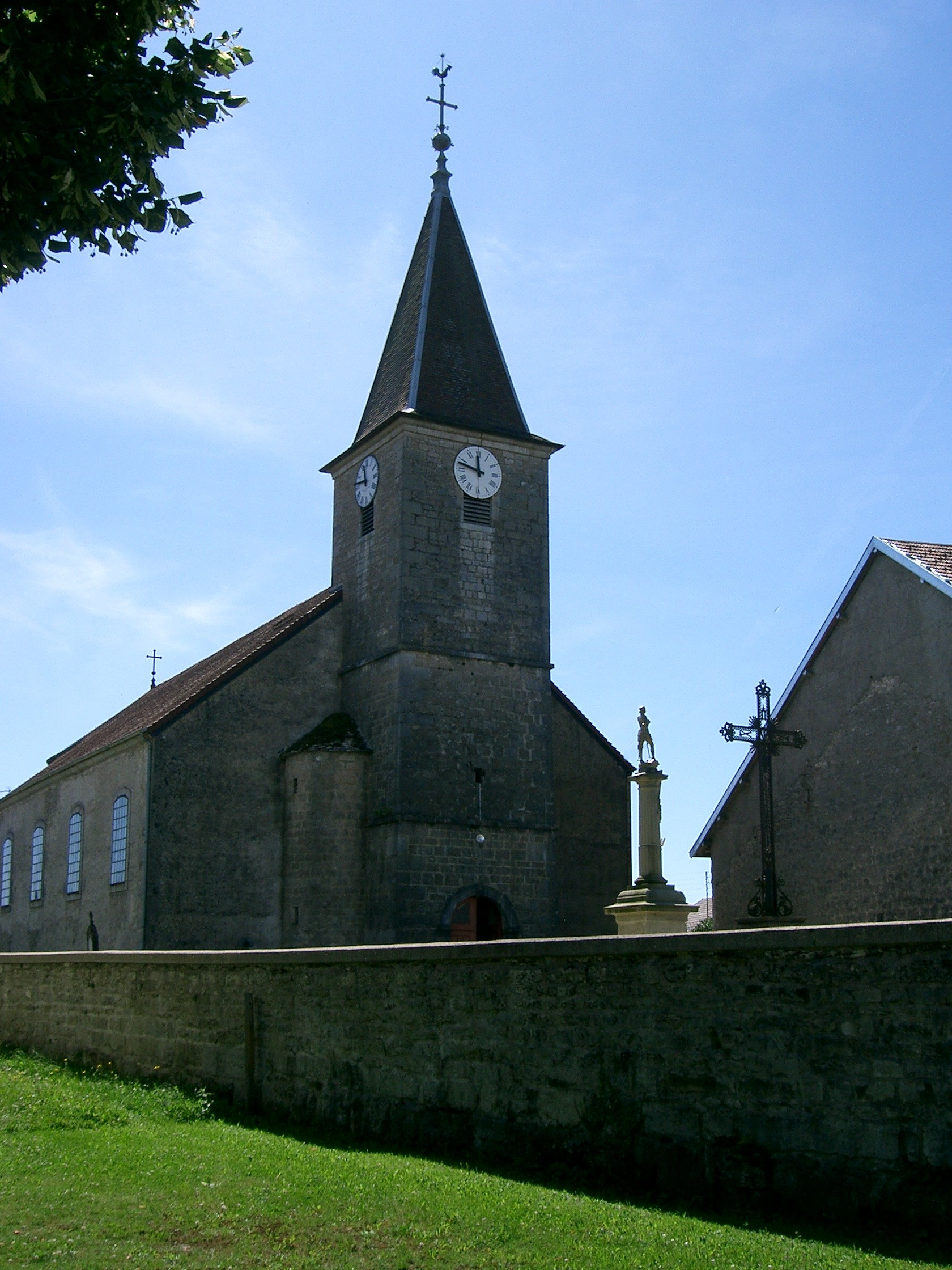
L'église.
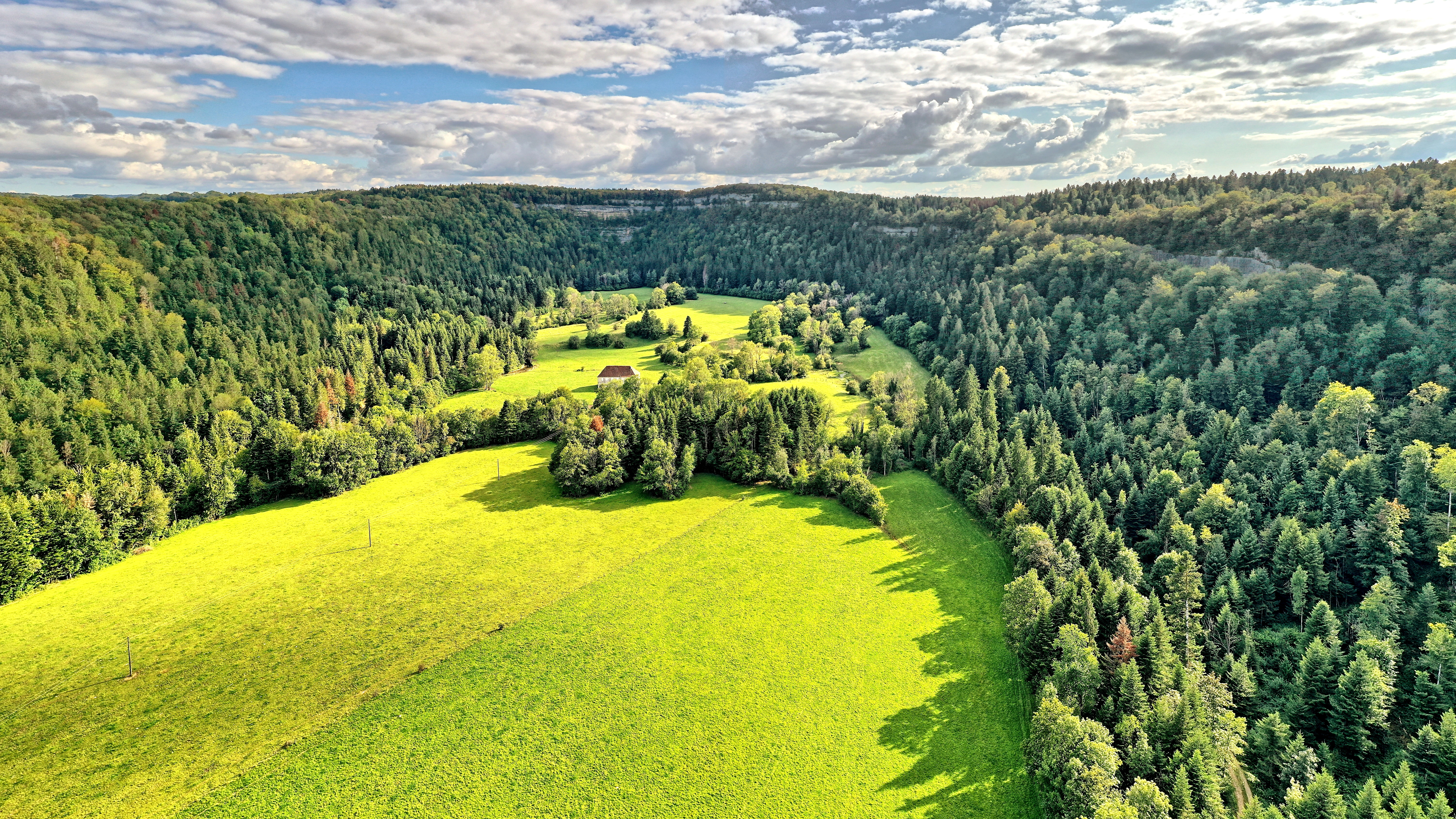
La reculée de Balerne.